# Orangenblütenwasser

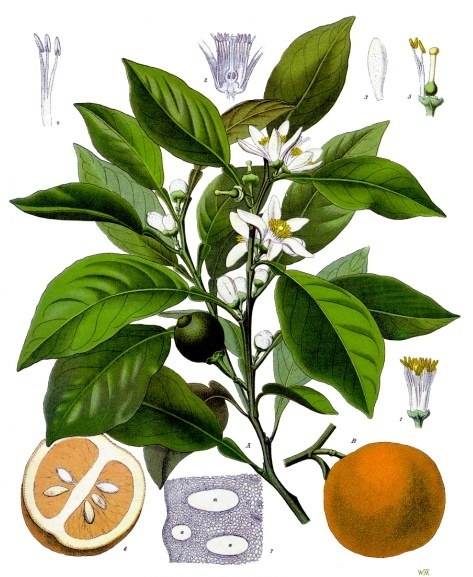
Illustration der Pomeranze oder Bitterorange (Citrus × aurantium)

Orangenblütenwasser ist ein Nebenprodukt bei der Destillation von Knospen der Orangenblüte. Es wird, ähnlich wie Rosenwasser, vorwiegend zur Aromatisierung von Süßspeisen und Gebäck verwendet.
Orangenblütenwasser ist ein beliebtes „Gewürz“ in Marokko, das meist aus Blüten der Pomeranzen, der Bitterorangen, gewonnen wird. Im Frühling werden die Blüten gepflückt – die Blütenknospen sind noch geschlossen – und zwei Tage lang zur Seite gelegt, bevor mittels Wasserdampfdestillation das Neroliöl gewonnen wird. Das Kondenswasser ist das Orangenblütenwasser. Die vollen Flaschen werden verschlossen und ruhen vier bis fünf Monate. Aus drei Kilogramm Blüten lassen sich etwa fünf Liter Orangenblütenwasser gewinnen. In Marokko wird Orangenblütenwasser oft selbst hergestellt. Im deutschsprachigen Raum ist es in spezialisierten Gewürzläden, Apotheken sowie in arabischen oder orientalischen Lebensmittelläden zu bekommen.
Orangenblütenwasser dient zum Aromatisieren von Gebäck, Cremes, Glasuren sowie Cocktails wie dem Ramos (oder New Orleans) Gin Fizz.
INCI-Bezeichnung: Aqua, Citrus Aurantium Amara, Benzoesäure, Sorbinsäure
Ursprung und Beschreibung: wässrige Flüssigkeit mit naturreinem Neroliöl und dem Duft der Blüten der Bitterorange.
Einsatzkonzentration: 5 bis 100 %